# Condado de Shannon (Misuri)
El condado de Shannon (en inglés: Shannon County), fundado en 1841, es uno de 114 condados del estado estadounidense de Misuri. En el año 2008, el condado tenía una población de 8,423 habitantes y una densidad poblacional de 3 personas por km². La sede del condado es Eminence. El condado recibe su nombre en honor al explorador George Shannon.

## Geografía
Según la Oficina del Censo, el condado tiene un área total de 2600 km² (1003,9 mi²), de la cual 2600 km² (1003,9 mi²) es tierra y 0 km² (0 mi²) (0.0%) es agua.

### Condados adyacentes
- Condado de Dent (norte)
- Condado de Reynolds (este)
- Condado de Carter (sureste)
- Condado de Oregon (sur)
- Condado de Howell (suroeste)
- Condado de Texas (oeste)

## Demografía
Según la Oficina del Censo en 2000, los ingresos medios por hogar en el condado eran de $29,448, y los ingresos medios por familia eran $35,944. Los hombres tenían unos ingresos medios de $25,759 frente a los $18,996 para las mujeres. La renta per cápita para el condado era de $15,632. Alrededor del 16.30% de la población estaban por debajo del umbral de pobreza.

## Transporte

### Carreteras principales
- U.S. Route 60
- Ruta 19
- Ruta 99
- Ruta 106

## Localidades
| - Akers - Alley Spring - Birch Tree | - Eminence - Ink - Midridge | - Montier - Summersville - Teresita | - Winona |

### Municipios
- Municipio de Bartlett
- Municipio de Birch Tree
- Municipio de Delaware
- Municipio de Eminence
- Municipio de Montier
- Municipio de Moore
- Municipio de Newton
- Municipio de Spring Creek
- Municipio de Spring Valley
- Municipio de Winona